# NGC 4217
NGC 4217 (również PGC 39241 lub UGC 7282) – galaktyka spiralna (Sb), znajdująca się w gwiazdozbiorze Psów Gończych. Odkrył ją William Herschel 10 kwietnia 1788 roku. Znajduje się w odległości około 60 milionów lat świetlnych od Ziemi.

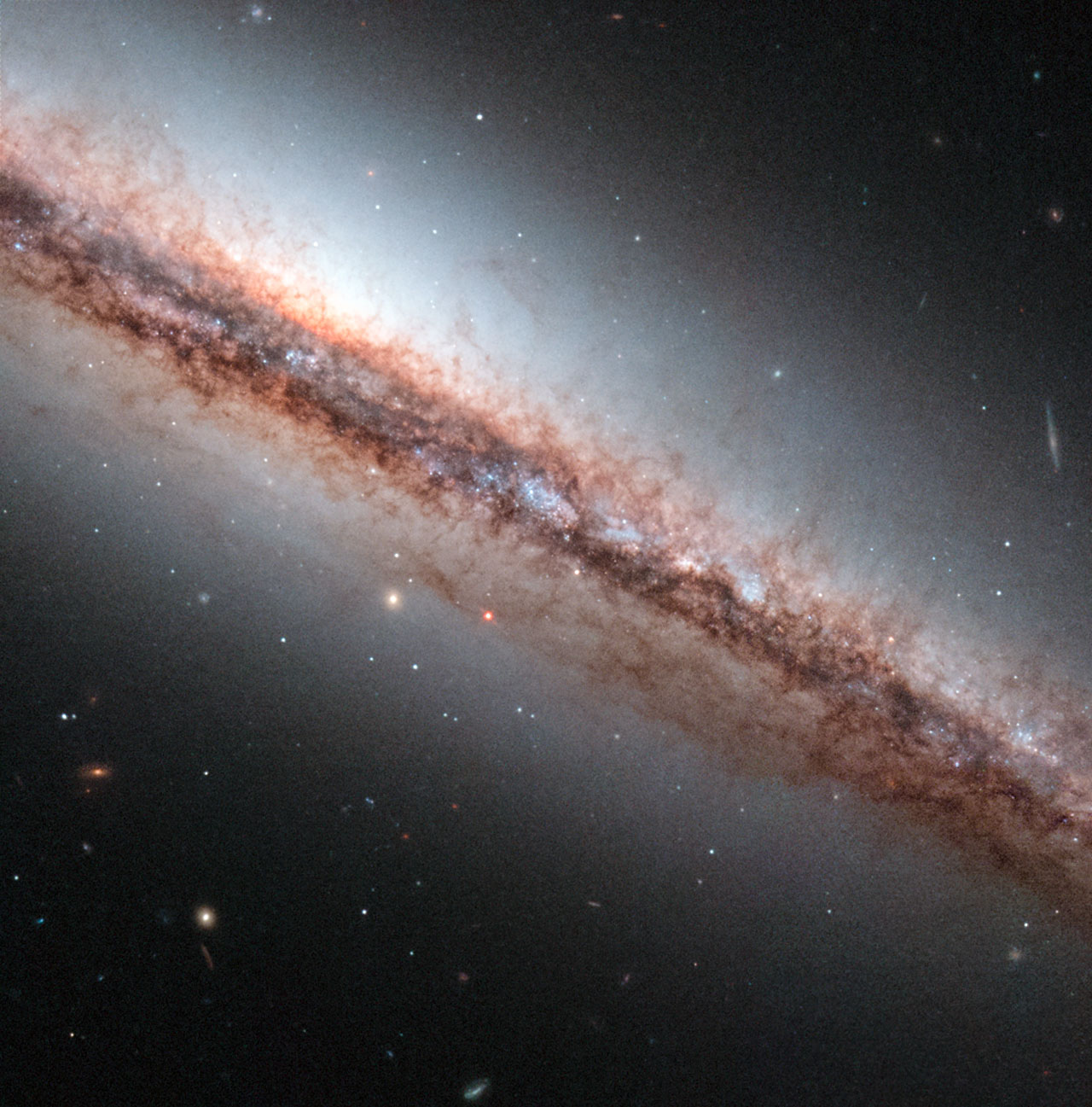
Środkowa część galaktyki NGC 4217 widziana przez Kosmiczny Teleskop Hubble’a